# Sándor württembergi herceg (1804–1885)
Sándor Pál Lajos württembergi herceg (? –) Lajos Frigyes Sándor württemberg–tecki herceg (1756–1817) (I. „Kövér” Frigyes württembergi király és Marija Fjodorovna orosz cárné testvére) és annak második felesége, Nassau–Weilburgi Henrietta hercegnő (1780–1857) (II. György brit király dédunokája) ötödik gyermekeként és egyetlen fiaként.
Négy nővére volt:
- Mária Dorottya Lujza Vilhelmina Karolina (1797–1855), 1819-től magyar nádorné, József nádor harmadik felesége.
- Amália Teréza Lujza Vilhelmina Filippina  (1799–1868), 1817-től József szász-altenburgi herceg felesége.
- Paulina Teréza Lujza (1800–1873), aki 1820-ban Württemberg második királyának, I. Vilmosnak (1781–1864) harmadik felesége lett.
- Erzsébet Alexandrina Konstanca  (1802–1864), 1830-ban Vilmos badeni herceg (1792–1859) felesége.

Egy féltestvére is volt, apja előző, Maria Anna Czartoryska lengyel hercegnővel (1768–1854) kötött  házasságából:
- Ádám Károly Vilmos Szaniszló Ödön Pál Lajos (1792–1847), az orosz cári haderő tisztje, nem nősült meg.

## Élete
30 évesen szerelembe esett a 22 esztendős magyar grófkisasszonnyal, Rhédey Klaudia Zsuzsannával, ám házasságuk rangon alulinak számított a württembergi királyi családban.
Ám a szülők - látva Sándor kitartó udvarlását - végül beleegyezésüket adták a házassághoz, s 1835. május 2-án ő és Klaudia egybekeltek.
Három gyermekük született, akik azonban szüleik morganatikus (rangon aluli) házassága miatt születésükkor nem viselhették a hercegi rangot:
- Claudine Henriette Marie Agnes, vagyis Klaudia Henrietta Mária Ágnes (1836–1894), Hohenstein grófnője;
- Franz Paul Karl Ludwig Alexander, azaz Ferenc Pál Károly Lajos Sándor (1837–1900), Teck hercege, aki 1866-ban Mary Adelaide brit hercegnőt, Cambridge hercegnőjét (1833–1897), III. György brit király egyik unokáját vette feleségül;
- Amalie Josephine Henriette Agnes Susanne, vagyis Amália Jozefin Henrietta Ágnes Zsuzsanna (1838–1893), Hohenstein grófnője, aki 1863-ban Paul von Hügel grófhoz ment feleségül.

1841 szeptember végén Sándor várandós hitvese, Klaudia, lováról leesvén olyan súlyos sérüléseket szenvedett el, hogy október elsején, 29 évesen életét vesztette. Sándor többé nem nősült újra.
1863-ban sógora és unokatestvére, Württemberg királya, I. Vilmos biztosította Sándor három gyermeke számára a Teck hercegi cím jogos viselését.
1866 júniusában Sándor fia, Ferenc nőül vette apja harmadfokú unokatestvérét, Mária Adelheid cambridge-i hercegnőt, II. György brit király leszármazottját, akitől négy gyermeke született, Mária, Adolf, Ferenc és Sándor.
Sándor herceg 1885. július 4-én, 80 esztendős korában hunyt el, a mai Szlovénia Laško nevű városában.